# Murdock (Nebraska)
Murdock je selo u američkoj saveznoj državi Nebraska. Prema popisu stanovništva iz 2010. u njemu je živjelo 236 stanovnika.